# Wapen van Geervliet

Wapen van Geervliet

Het wapen van Geervliet werd op 24 juli 1816 door de Hoge Raad van Adel aan de gemeente Geervliet toegekend. Op 1 januari 1980 werd Geervliet onderdeel van de gemeente Bernisse. Het wapen van Geervliet is daardoor komen te vervallen. Het wapen is overgenomen als onderdeel van het wapen van Bernisse. Sinds 1 januari 2015 valt het gebied onder de gemeente Nissewaard.

## Blazoenering
De blazoenering van het wapen luidde als volgt:
Van zilver beladen met een pal van lazuur.
De heraldische kleuren zijn zilver (wit) en lazuur (blauw). Niet vermeld in de beschrijving is dat het schild wordt gedekt met een oude Franse markiezenkroon.

## Geschiedenis
De paal stelt de rivier de Bernisse voor en komt ook voor in het wapen van Zuidland. Historisch zijn van Geervliet zegels met andere wapens bekend.

## Verwante wapens

Het wapen van Bernisse
Het wapen van Zuidland